# Český Aeroholding
Český Aeroholding, a.s., byla česká holdingová společnost, jejímž jediným akcionářem byl stát reprezentovaný Ministerstvem financí ČR. Společnost vznikla zápisem do obchodního rejstříku dne 11. března 2011 v návaznosti na usnesení vlády ČR z listopadu 2010. Jedním z cílů Českého Aeroholdingu bylo koordinované řízení, určování další strategie, zajištění financování a dosažení úspor sdílením služeb v celé skupině, především u společnosti České aerolinie.
Dne 1. ledna 2018 došlo zpětně došlo k fúzi Českého Aeroholdingu se společností Letiště Praha a.s. Spojení bylo zapsáno do obchodního rejstříku k 1. srpnu téhož roku. Důvodem zániku Aeroholdingu je především neefektivnost toho, že vlastnictví a správa letiště v Praze jsou oddělené firmy.

## Skupina Český aeroholding
Český aeroholding (ČAH) byla skupina firem, do které patří společnosti působící v oblasti letecké přepravy a souvisejících pozemních službách v prostoru mezinárodního letiště Praha-Ruzyně. Do skupiny Český aeroholding patřili: Letiště Praha – provozovatel mezinárodního Letiště Václava Havla Praha, letecká společnost České aerolinie, Czech Airlines Technics poskytující služby v oblasti technické údržby letadel a Czech Airlines Handling zajišťující pozemní odbavení letadel a cestujících a provozující kontaktní centrum. Skupina Český Aeroholding zaměstnával přibližně 4400 osob.

### Významné události roku 2011 a počátku roku 2012 v rámci skupiny
- leden 2011 – Vláda Petra Nečase schválila zakladatelský privatizační projekt na část majetku státního podniku Správa Letiště Praha.
- únor 2011 – Ministerstvo financí ČR podepsalo zakladatelskou listinu společnosti.
- březen 2011 – Český Aeroholding, a.s., byl zapsán do obchodního rejstříku.
- květen 2011 – Vláda Petra Nečase rozhodla, že 100 % akcií Letiště Praha bude po rozdělení této společnosti formou odštěpením sloučením části jejího jmění vloženo jako nepeněžitý vklad do Českého aeroholdingu.
- říjen 2011 – ze společnosti Letiště Praha se odštěpily nemovitosti, které byly fúzí spojeny s Českým aeroholdingem. V nové mateřské společnosti se vytvořilo centrum sdílených služeb.
- říjen 2011 – nabylo právní moci rozhodnutí Úřadu pro ochranu hospodářské soutěže, kterým se povoluje spojení soutěžitelů
- říjen 2011 – společnost Czech Airlines Handling se začleňuje do skupiny Český aeroholding.
- listopad 2011 – společnost CSA Services se začlenila do skupiny Český aeroholding.
- prosinec 2011 – pod Český aeroholding se zařadila společnost HOLIDAYS Czech Airlines.[6]
- leden 2012 – došlo k převodu vybraných činností ze společnosti České aerolinie do společnosti Český Aeroholding.
- březen 2012 – Ministerstvo financí ČR podepsalo smlouvu o vkladu 100 % akcií Letiště Praha do Českého Aeroholdingu.
- duben 2012 – nabylo právní moci usnesení Městského soudu v Praze, kterým došlo v důsledku vkladu akcií Letiště Praha ke zvýšení základního kapitálu Českého Aeroholdingu na částku 26 944 000 tis. Kč.
- duben 2012 – dceřinou společností Českého aeroholdingu se stala firma Czech Airlines Technics.
- srpen 2012 – byla podepsána smlouva o vkladu akcií Českých aerolinií a.s., do Českého Aeroholdingu, a.s. Český Aeroholding, a.s., se tak stal většinovým akcionářem Českých aerolinií a nahradil tak Ministerstvo financí ČR.
- září 2012 – zvýšení základního kapitálu Českého Aeroholdingu bylo zapsáno do obchodního rejstříku.
- listopad 2012 – vláda ČR schválila usnesení, kterým ukládá společnosti Český Aeroholding, a.s., připravit výběrové řízení na prodej majetkové účasti v Českých aeroliniích, respektive případný vstup strategického investora do této společnosti. Celý proces by měl být ukončen do poloviny roku 2013.
- březen 2013 – Český aeroholding obdržel od společnosti Korean Air závaznou nabídku na koupi 460 725 kusů akcií Českých aerolinií, což představuje 44% podíl. Následně nabídku schválila Vláda ČR.
- duben 2013 – Předseda vlády ČR Petr Nečas, ministr financí ČR Miroslav Kalousek a zástupci Českého aeroholdingu a Korean air podepsali smlouvu o koupi 460 725 kusů akcií Českých aerolinií společností Korean Air.
- leden 2018 – zánik při fúzi Českého Aeroholdingu se společností Letiště Praha a.s.[4]
- říjen 2018 – oficiální vymazání z obchodního rejstříku[4]

### Struktura holdingu

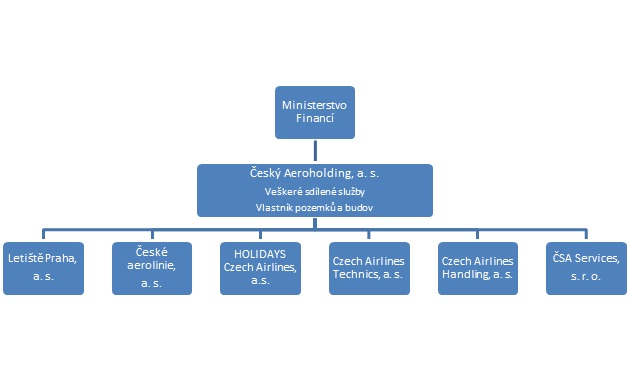
Struktura holdingu, 2012

- Český Aeroholding, a.s.
  - Letiště Praha – 
  - České aerolinie a.s. – 
  - Czech Airlines Handling, a.s. – 
  - Czech Airlines Technics, a.s. –

## Obchodní činnost společnosti Český Aeroholding, a.s.
Společnost Český Aeroholding se kromě řízení celé skupiny věnuje pronájmu nemovitého majetku (včetně infrastruktury) v prostoru letiště Praha-Ruzyně. Společnost přímo vlastní nemovitosti a pozemky, jež v minulosti patřily Letišti Praha. Na základě dlouhodobé smlouvy je pronajímá Letišti Praha, které je provozovatelem mezinárodního letiště Praha-Ruzyně a také dalším subjektům.
Český Aeroholding v neposlední řadě působí jako tzv. centrum sdílených služeb pro všechny firmy v holdingu. Svým dceřiným společnostem poskytuje sdílené služby jako IT, řízení lidských zdrojů, centrální nákup a prodej, právní služby, finanční služby a účetnictví.
Základní údaje mateřské společnosti Český Aeroholding, a.s. (k 1.8. 2013)
| Základní kapitál (v tis. Kč) | 27 044 (k 1.8. 2013) |
| Počet zaměstnanců            | 4700 (k 1.8. 2013)   |

Finanční ukazatele Českého Aeroholdingu, a.s., za rok 2011 (v tis. Kč)
| Obrat (Výkony a tržby za prodej zboží) | 2 287 269  |
| Přidaná hodnota                        | 1 467 840  |
| Hospodářský výsledek před zdaněním     | 301 978    |
| Hospodářský výsledek za účetní období  | 231 788    |
| Aktiva                                 | 36 457 819 |
| Vlastní kapitál                        | 26 769 788 |

### Sídlo společnosti
Společnost Český Aeroholding, a.s., sídlí v prostorách mezinárodního letiště Praha/Ruzyně v městské části Praha 6, v tzv. budově APC.
Adresa společnosti je:

Jana Kašpara 1069/1

160 08 Praha 6

### Orgány společnosti Český Aeroholding, a.s. (k 1. 8. 2014)
Představenstvo společnosti – Český Aeroholding, a.s., řídí pětičlenné představenstvo ve složení:
- Ing. Václav Řehoř, PhD., MBA – předseda představenstva
- Ing. Zuzana Tairova, FCCA – místopředsedkyně představenstva
- JUDr. Petr Pavelec, LL.M – člen představenstva
- Mgr. Pavel Haleš – člen představenstva
- jedna pozice zůstává prozatím neobsazená

Dozorčí rada společnosti – Dozorčím orgánem společnosti Český Aeroholding, a.s., je sedmičlenná dozorčí rada.
- prof. Jan Švejnar, Ph. D. – předseda dozorčí rady
- Ing. Tomáš Šabatka – místopředseda dozorří rady
- Ing. Jiří Opletal – člen
- Ing. Petr Blažek – člen
- Ing. Michal Požár – člen
- Mgr. Jan Douša – člen
- Vladimír Charouz – člen

## Kritika
Český Aeroholding byl kritizován za to, že byl vlastně nástrojem státu, jak dotovat především České aerolinie. A to bez podezření, že jde o nepovolenou státní podporu. Dále kritici poukazovali na to, že ČSA jsou tak křížově financovány ze zisků letiště, které rovněž pod aeroholding spadlo.